# Руссікон
Руссікон (нім. Russikon) — громада  в Швейцарії в кантоні Цюрих, округ Пфеффікон.

## Географія
Громада розташована на відстані близько 115 км на північний схід від Берна, 18 км на схід від Цюриха.
Руссікон має площу 14,2 км², з яких на 12,3% дозволяється будівництво (житлове та будівництво доріг), 50,2% використовуються в сільськогосподарських цілях, 36,1% зайнято лісами, 1,3% не є продуктивними (річки, льодовики або гори).

## Демографія
2019 року в громаді мешкало 4393 особи (+7,3% порівняно з 2010 роком), іноземців було 13,3%. Густота населення становила 309 осіб/км².
За віковим діапазоном населення розподілялося таким чином: 21,5% — особи молодші 20 років, 58,6% — особи у віці 20—64 років, 19,9% — особи у віці 65 років та старші. Було 1770 помешкань (у середньому 2,5 особи в помешканні).
Із загальної кількості 1207 працюючих 136 було зайнятих в первинному секторі, 350 — в обробній промисловості, 721 — в галузі послуг.